# Eragrostis rufinerva
Eragrostis rufinerva är en gräsart som beskrevs av Liang Chi Chia. Eragrostis rufinerva ingår i släktet kärleksgrässläktet, och familjen gräs.
Artens utbredningsområde är Hainan (Kina). Inga underarter finns listade i Catalogue of Life.